# Málaga (Kolumbien)
Málaga ist eine Gemeinde (municipio) im Departamento Santander in Kolumbien.

## Geographie
Die Gemeinde Málaga liegt im Osten von Santander und ist die Hauptstadt der Provinz García Rovira. Die Stadt liegt auf einer Höhe von 2200 Metern in der Ostkordillere der kolumbianischen Anden. Málaga hat eine Jahresdurchschnittstemperatur von etwa 18 °C und liegt ungefähr 160 km von Bucaramanga entfernt. An die Gemeinde grenzen im Norden Concepción, im Osten Enciso, im Süden San José de Miranda und im Westen Molagavita und San Andrés.

## Bevölkerung
Die Gemeinde Málaga hat 18.230 Einwohner, von denen 15.443 im städtischen Teil (cabecera municipal) der Gemeinde leben (Stand: 2019).

## Geschichte
Málaga wurde am 10. März 1542 im Zuge der spanischen Eroberung des Gebietes des heutigen Kolumbien von Jerónimo de Aguayo gegründet. Die Stadt fiel aber nur zwei Jahre später Streitigkeiten zwischen Eroberern zum Opfer und wurde wieder zerstört. Erst Ende des siebzehnten Jahrhunderts wurde an gleicher Stelle wieder eine Siedlung und Kirchengemeinde errichtet, die Villa de San Jerónimo y Nuestra Señora de la Soledad de Málaga genannt wurde. Seit 1987 ist Málaga Sitz des Bistums Málaga-Soatá.

## Wirtschaft
Der wichtigste Wirtschaftszweig in Málaga ist die Landwirtschaft. Es werden insbesondere Hülsenfrüchte, Mais, Tomaten, Kartoffeln und Tabak angebaut. Zudem gibt es Rinder- und Milchproduktion.

## Söhne und Töchter
- Hency Martínez Vargas (* 1958), katholischer Geistlicher, Bischof von La Dorada-Guaduas (2019–)